# Arion ponsi
Arion ponsi es una especie de molusco gasterópodo pulmonado de la familia Arionidae.

## Distribución geográfica
Es endémica de Menorca (España).  